# Couvent des Cordeliers de Casteljaloux
Pour les articles homonymes, voir Couvent des Cordeliers.
Le couvent des Cordeliers est un ancien couvent catholique située sur la commune de Casteljaloux, dans le département de Lot-et-Garonne, en France.

## Localisation
Le couvent est situé au nord-est de la ville, au no 11 de la rue de l'Hôpital, à proximité de la Maison du Roy, aujourd'hui office de tourisme de la ville.

## Historique
Le couvent, originellement construit au XIIIe siècle, a été détruit en 1568 au cours de la troisième guerre  de religion et à nouveau en 1621 au cours de la première rebellion huguenote ; il fut reconstruit en 1633 ; au XIXe siècle, la partie couvent avec son cloître a été transformée en hospice et l'église attenante, au nord-ouest, est devenue la chapelle de l'établissement hospitalier ; l'hospice est aujourd'hui l'hôpital local de la ville ; l'église est inscrite en totalité au titre des monuments historiques par arrêté du 26 novembre 1998.